# Tree Register of the British Isles

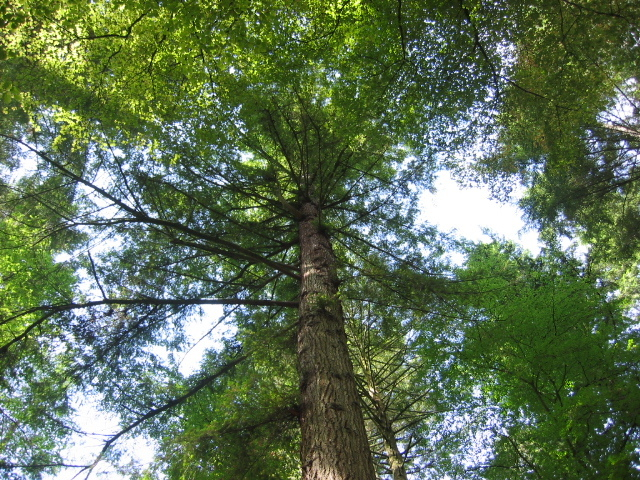
Blick in die höchste Douglas-Tanne in Craigvinean Forest, Großbritannien, mit etwa 59 m.

Tree Register of the British Isles (auch kurz: The Tree Register, T.R.O.B.I.  oder TROBI) ist ein 1988 gegründeter gemeinnütziger Verein mit Sitz in Wootton (Grafschaft Bedfordshire in England), welcher eine elektronische Datenbank (Tree Register – Baum-Register) mit bedeutsamen Bäumen im Vereinigten Königreich und in Irland unterhält und erweitert. Die Datenbank besteht derzeit aus mehr als 150.000 Bäumen mit den wichtigsten Details zu diesen.
Schirmherr des Vereines ist König Charles III.
Die Computerdatenbank wurde aufbauend auf den handschriftlichen Aufzeichnungen des verstorbenen Dendrologen, Biologen, Försters und Fachbuchautors Alan F. Mitchell (4. November 1922 – 3. August 1995) und auch aufbauend auf älteren Daten über etwa 200 Jahre zurück, z. B. aus Nachschlagewerken, errichtet.
The Tree Register war eine der Gründerinnen der Kampagne „Ancient Tree Hunt“ und Gründungsmitglied des „European Champion Tree Forum“.